# فرد جاكمان
فرد جاكمان (بالإنجليزية: Fred Jackman)‏ (و. 1881 – 1959 م) هو مخرج أفلام، ومصور سينمائي، وكاتب سيناريو أمريكي، ولد في مقاطعة تاما، توفي في هوليوود، عن عمر يناهز 78 عاماً.

## وصلات خارجية
- فرد جاكمان على موقع IMDb (الإنجليزية)
- فرد جاكمان على موقع أول موفي (الإنجليزية)
- فرد جاكمان على موقع قاعدة بيانات الأفلام السويدية (السويدية)
- فرد جاكمان على موقع قاعدة بيانات الفيلم (الإنجليزية)
- فرد جاكمان على موقع كينوبويسك (الروسية)